# Scythropochroa sordidata
Scythropochroa sordidata är en tvåvingeart som beskrevs av Edwards 1928. Scythropochroa sordidata ingår i släktet Scythropochroa och familjen sorgmyggor. Inga underarter finns listade i Catalogue of Life.